# Jonata Bastos
Jonata de Oliveira Bastos (Pilar, 26 novembre 1997) è un calciatore brasiliano, attaccante dei Tarxien Rainbows.

## Caratteristiche tecniche
È un centravanti.

## Carriera
Cresciuto nel settore giovanile del CRB, ha esordito in prima squadra il 14 novembre 2015 in occasione del match di Série B pareggiato 1-1 contro il Náutico.